# The Whistle at Eaton Falls
When the Whistle at Eaton Falls is een Amerikaanse dramafilm uit 1951 onder regie van Robert Siodmak. Destijds werd de film in Nederland uitgebracht onder de titel Als de sirene zwijgt.

## Verhaal
In Eaton Falls in New Hampshire ontstaat een vakbondsconflict. Brad Adams is een vakbondsleider die het voorzitterschap met tegenzin heeft aanvaard. Nu hij een leidinggevende functie heeft, moet Adams oude vrienden ontslaan. Hij wil dat zo pijnloos mogelijk doen, maar zijn rivaal Al Webster bespot de methoden van Adams.

## Rolverdeling
| Acteur             | Personage         |
| ------------------ | ----------------- |
| Lloyd Bridges      | Brad Adams        |
| Dorothy Gish       | Mevrouw Doubleday |
| Carleton Carpenter | Eddie Talbot      |
| Murray Hamilton    | Al Webster        |
| James Westerfield  | Joe London        |
| Lenore Lonergan    | Abbie             |
| Russell Hardie     | Dwight Hawkins    |
| Helen Shields      | Juffrouw Russell  |
| Doro Merande       | Juffrouw Pringle  |
| Diane Douglas      | Ruth Adams        |
| Anne Francis       | Jean              |
| Anne Seymour       | Mary London       |
| Ernest Borgnine    | Bill Street       |
| Arthur O'Connell   | Jim Brewster      |
| Parker Fennelly    | Issac             |